# Platysenta ignitincta
Platysenta ignitincta là một loài bướm đêm trong họ Noctuidae.